# Fratton Park
Fratton Park está situado en la ciudad-puerto inglés de Portsmouth. Ha sido el estadio del Portsmouth F.C. desde su construcción en 1898.

## Descripción
El estadio cuenta con cuatro gradas con una capacidad para 21 100 aficionados. El terreno de juego, que mide 105 × 66,5 m., se alinea de este a oeste. El grada más grande y moderna se llama el Fratton End, que fue inaugurada en 1997. El Fratton End se encuentra en el extremo occidental del estadio. A lo largo de ambos costados de la cancha son las gradas norte y sur, las cuales cuentan con dos niveles. En el extremo oriental del estadio es la grada más pequeña, la Milton End. Cabe destacar que la Milton End fue la única grada sin techo en la Premier League, antes de añadir uno en la temporada 2007-08. La Milton End es utiliza por los aficionados de los equipos visitantes. La entrada original al Fratton End es notable por su fachada. Tras la llegada del propietario anterior Alexandre Gaydamak se hicieron varias remodelaciones al Fratton Park, incluida la mejora de vestuarios, el techo antes mencionado sobre el extremo Milton y una gran pantalla por encima de la caja de policía en la esquina entre la grada Norte y la Milton End. La grada Norte fue renovada para la temporada 2010-11 con el patrocinio del concesionario de automóviles Mercedes-Benz que sustituyó a la "Fratton Park Portsmouth" y el escudo del club.
El estadio es alimentado por la estación ferroviaria Fratton (unos 10 minutos a pie), que se encuentra en la Portsmouth Direct Line.

## Historia
La tribuna principal fue diseñada por el renombrado arquitecto de fútbol Archibald Leitch, cuya compañía también construyó un pabellón adornado similar al Craven Cottage, con torre del reloj. Sin embargo, estos se eliminaron en gran medida con la expansión del césped.
El primer partido en el Fratton Park fue un amistoso contra los rivales locales el Southampton, el cual fue ganado 2-0, con goles de Dan Cunliffe (anteriormente con el Liverpool) y Harold Clarke (anteriormente con el Everton). Juson, Dave (2004). Saints v Pompey – A history of unrelenting rivalry (en inglés). Hagiology Publishing. p. 9. ISBN 0-9534474-5-6.
En el Fratton Park se organizó un partido de fútbol de la primera ronda en los Juegos Olímpicos de 1948 (uno de los dos motivos fuera de Londres, siendo el otro el desaparecido Goldstone Ground). El encuentro fue entre Inglaterra y Gales el 2 de marzo de 1903, también ha albergado algunos encuentros internacionales de la selección de Inglaterra Sub-21. Portsmouth fue el primer club en llevar a cabo un partido de la Liga de Fútbol Inglesa con luz artificial, en un encuentro el 22 de febrero del 1956 contra el Newcastle United. Las nuevas torres de iluminaria fueron construidas en el año 1962.
El récord de asistencia fue de 51.385 espectadores para un partido de la sexta ronda de la FA Cup contra el Derby County el 26 de febrero de 1949. La capacidad en estos últimos años ha sido muy reducida por la introducción de asientos obligatoria.

## Desarrollo

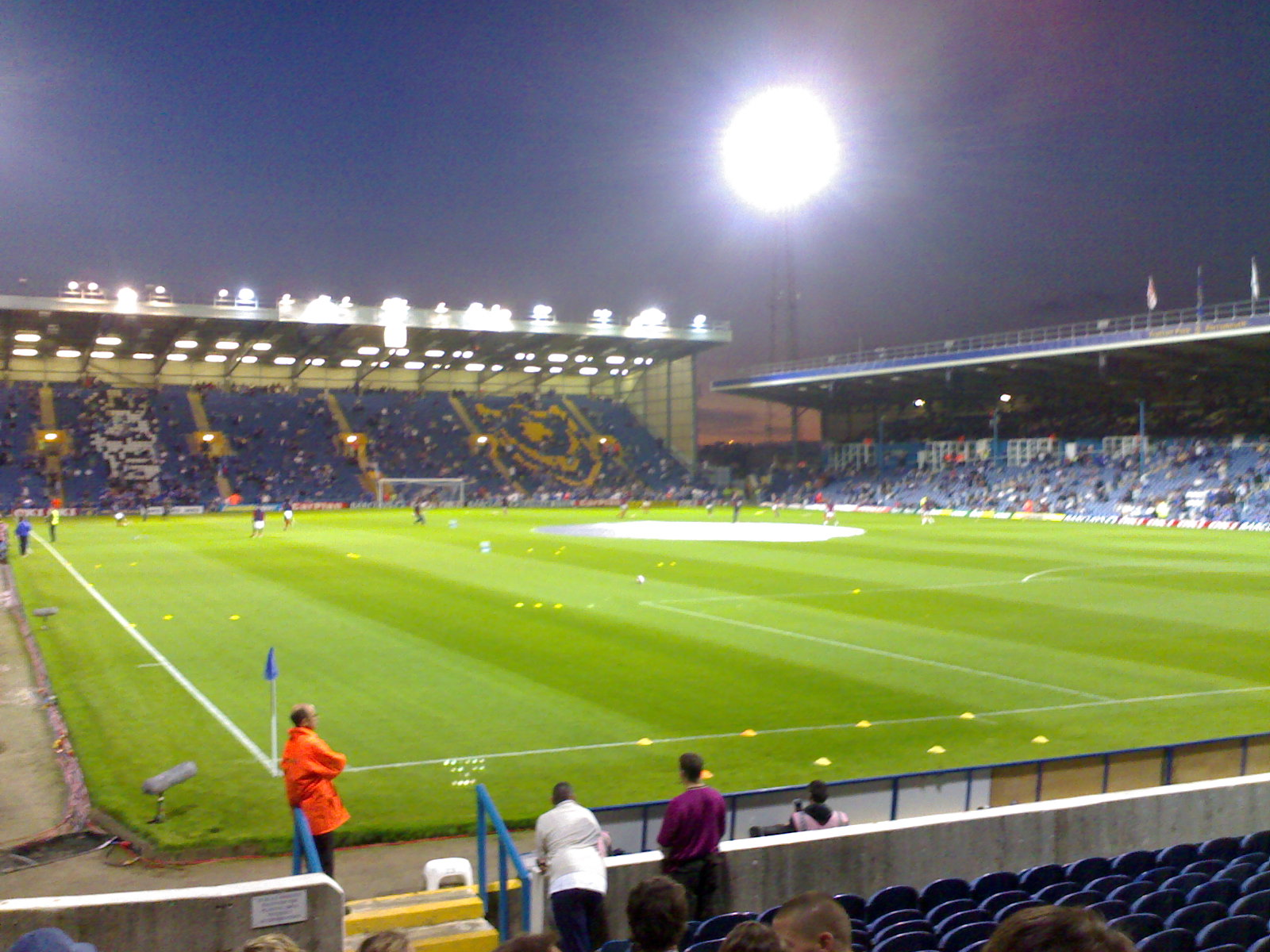
El césped visto desde la Milton End en septiembre de 2006

Ha sido el estadio del Portsmouth durante toda su historia. Con el tiempo ha sido reformado y reparado, pero las instalaciones actuales están mostrando signos de deterioro por la edad. En el momento en que el Portsmouth llegó a la Premier League en 2003, otros clubes de este nivel habían construido ya sea estadios nuevos o significativamente remodeladas las instalaciones existentes a lo largo de la era moderna, se ha pensando en reubicar el estadio desde la década de 1990 lo que conlleva suprimir las características tradicionales que hasta ahora se han conservado en el Fratton Park. Cuando el informe Taylor publicó en enero de 1990 que todos los clubes en las dos primeras divisiones requieren tener estadios con plazas de asiento para la temporada 1994-95, la reubicación pronto fue examinada por los dirigentes de Portsmouth, luego el Fratton Park se convirtió en un estadio con asientos en los próximos años, lo que supuso una capacidad de más de 19 000 espectadores.
Al final de la temporada 2003-04, el club sobrevivió a su primera temporada en la Premier League, se desarrollaron planes para construir un nuevo estadio en el sitio de un depósito de carril-carga en desuso adyacente. Estos planes, que fueron apoyados por el ayuntamiento, también habrían permitido un aumento muy necesario en la capacidad del estadio, pero se afirmó que sería imposible de lograr en la huella actual, debido a la proximidad de la vivienda residencial.
Los trabajos estaban a punto de comenzar, sin embargo, los planes fueron reemplazados por una nueva propuesta para reconstruir más o menos en el sitio existente, pero la realineación del terreno de juego 90 grados para dar cabida a un estadio de mayor capacidad, financiado en parte por una compañía llamada "Pompeyo Village" que tenía un proyecto residencial, hotelero y comercial en el sitio adyacente. Los trabajos en el estadio iba a comenzar en el verano de 2006, y la primera fase de la remodelación terminó un año más tarde.
Una vez más, antes de que el trabajo pudiera comenzar, se retiraron los planes, con otra propuesta anunciada el 25 de abril de 2007 que vería un estadio de 36 000 asientos en marismas recuperadas cerca de la Base Naval de Portsmouth. Estos planes eran ambiciosos e incluían la creación de un pueblo alrededor del estadio, con 1500 apartamentos frente al mar, así como restaurantes y otras instalaciones.
La propuesta de un nuevo estadio fue muy bien acogida, aunque con cautela por muchos que eran conscientes de que la ubicación del muelle propuesto en los esquemas estaría rodeado por tres lados, por la base naval, puerto en sí y el ferrocarril, dejando así solamente un extremo para el acceso de los residentes y espectadores. Los críticos también señalaron que las marismas propuestas para el estadio para estaban cerca de un área de especial interés científico, además sería difícil de conseguir por la vía y ni de lejos la cantidad de plazas de aparcamiento necesarias para tal construcción (Portsmouth es una isla, con acceso por carretera por solo tres rutas desde el norte, y el sitio de la línea de costa estaba cerca del extremo suroeste de la isla).
Estos planes también fueron retirados antes de que el trabajo pudiera comenzar. El club había llevado a cabo la consulta y había un número de objetores a la propuesta, no menos importante de los problemas que 36 000 aficionados causarían a la infraestructura local de viajes. La Royal Navy también dijo que la propuesta podría causar problemas con la propuesta de introducción de sus nuevos portaaviones a gran escala.
En 2008, una cuarta serie de planes fueron aprobados, para construir un nuevo estadio de 35 000 espectadores de capacidad en la Isla Horsea. En 2009 el proyecto quedó en suspenso debido a cuestiones financieras. La propuesta anterior para girar el terreno de juego existente en el Fratton Park de 90 grados fue restituido, el trabajo debía comenzar a finales de 2009, con un aumento gradual de la capacidad hasta la finalización en 2010, que terminar con una capacidad de 30 000 espectadores.
En 2011, los planes para volver a desarrollar el Fratton Park se dieron a conocer, con mejoras de vestuarios y aseos. En 2015, sin embargo, con el Portsmouth en la League Two (cuarta división del fútbol Inglés), ninguna remodelación o ampliación había tenido lugar todavía. En su forma actual, la capacidad actual del Fratton Park parece ser suficiente hasta que el ascenso a una división más alta se logre.

## Detalles

### Récords
Récord de asistencia: 51 385 personas, contra el Derby County
26 de febrero de 1949, FA Cup ronda seis.

### Promedio de asistencia
| Temporada | Promedio de asistencia |
| --------- | ---------------------- |
| 1989–90   | 11 801                 |
| 1990–91   | 9681                   |
| 1991–92   | 11 745                 |
| 1992–93   | 13 695                 |
| 1993–94   | 11 622                 |
| 1994–95   | 8269                   |
| 1995–96   | 9407                   |
| 1996–97   | 8723                   |
| 1997–98   | 11 149                 |
| 1998–99   | 11 956                 |
| 1999–00   | 13 906                 |
| 2000–01   | 13 707                 |
| 2001–02   | 15 121                 |
| 2002–03   | 18 933                 |
| 2003–04   | 20 109                 |
| 2004–05   | 20 072                 |
| 2005–06   | 19 840                 |
| 2006–07   | 19 862                 |
| 2007–08   | 19 914                 |
| 2008–09   | 19 830                 |
| 2009–10   | 18 249                 |
| 2010–11   | 15 751                 |
| 2011–12   | 15 044                 |
| 2012–13   | 12 232                 |
| 2013–14   | 15 460                 |
| 2014–15   | 15 242                 |
| 2015-16   | 16 195                 |